# Joe Baudisch
Joe Baudisch (* 8. Juli 1964 in Tegernsee, Bayern) ist ein deutscher Schlagzeuger, der vor allem im Bereich des Jazz bekannt wurde.

## Wirken
Joe Baudisch absolvierte zwischen 1986 und 1991 den Jazzstudiengang an der Hochschule für Musik und darstellende Kunst Graz und nahm Unterricht bei Billy Hart, Mel Lewis und Kenny Washington. Er trat mit Sheila Jordan, Jay Clayton, Art Farmer, Al Porcino, Don Menza, Kenny Wheeler und Mark Murphy auf, unter anderem auf dem Montreux Jazz Festival. 
Seit 1991 lebt Baudisch in der Nähe von München und ist sowohl freiberuflich als Musiker als auch als  Musiklehrer tätig. Er leitet eigene Bands und spielt als Sideman in verschiedenen Jazzcombos, aber auch in klassischen Orchestern (unter anderem Freies Landestheater Bayern, Musical Ludwig in Füssen). Er ist auch auf Alben von Steve Gut und Franz Dannerbauers Music Liberation Unit beteiligt.

## Diskographische Hinweise
- Joe Baudisch and Friends (Bassic 1995, mit Roman Schwaller, Helmut Kagerer, Thomas Stabenow)
- Presents the Meeting of Two Tenors (Acoustic Music 1998, mit Roman Schwaller, Johannes Enders, Thomas Stabenow)

## Lexikalische Einträge
- Jürgen Wölfer: Jazz in Deutschland. Das Lexikon. Alle Musiker und Plattenfirmen von 1920 bis heute. Hannibal, Höfen 2008, ISBN 978-3-85445-274-4.